# 秋山右楽・左楽
秋山右楽・左楽（あきやま うらく・さらく）は戦前から戦後にかけて活躍した漫才コンビ。
戦中は新興演芸。戦後は吉本の主要劇場で活躍。

## 概要
1926年に秋山道楽の門下になり兄弟コンビ結成。名古屋歌舞伎座で初舞台、当時は右楽が扇子、左楽がアコーディオンを持つ音曲漫才であったがのちにしゃべくり一本に徹した。1932年に吉本入り、第2回わらわし隊の中支那班に参加。
初代の左楽が出征したためコンビを解消し左楽は廃業、戦後の1950年にキャバレーで支配人として司会業をしていた正夫をスカウトし夏川左楽と名乗らせコンビを再結成。しかしこれも解消し1962年に新劇出身だった3代目を迎え入れたが1969年に病死した為1970年に再三2代目を引っ張り出してきてコンビを再結成したが全盛期の勢いはなく解散し右楽も後に廃業した。
「兵隊漫才」が売りでこれは柳家金語楼が兵隊落語で売り出したのに触発されて出来た物と思われる。
また1936年のベルリンオリンピックで前畑秀子が200m平泳ぎで金メダルを取った時のこの試合をラジオ中継で実況したNHKアナウンサー河西三省の名実況「前畑ガンバレ!! 前畑ガンバレ!!」を翌日に漫才に仕立て上げて演じてみせた。

## メンバー
秋山右楽（あきやま うらく、本名は・広井文一、1908年1月25日 - 没年不詳）富山県の生まれ、攻玉社工学校卒業、ボケ担当。立ち位置は向かって左。実の息子は吉本新喜劇の秋山たか志。
秋山左楽（あきやま さらく）ツッコミ担当。

### 歴代の左楽
立ち位置は向かって右。
- 初代は右楽の実の弟。（本名は・広井庄市、1913年3月20日[1] - 没年不詳）富山県の生まれ、富山神津中学校卒業[1]。
- 2代目は夏川左楽として後の平和ラッパ・日佐丸の4代目の日佐丸。本名は広島正夫。
- 3代目は新劇の出身で新劇の舞台「罪と罰」や「初恋」にも出演した。2枚目が売りだったが1969年に病気で夭折。

## 主な出演
- 「ダイラケ二等兵」（朝日放送）